# Cheshire Phoenix
Maillots
Les Cheshire Phoenix sont un club franchisé de basket-ball anglais situé dans le Chester et appartenant à la British Basketball League.

## Historique
L'équipe a été bâtie autour des ruines de l'ancienne équipe de Ellesmere Port, les St Saviours, en 1984. Le premier nom du club fut alors celui de leur sponsor : Motocraft Centre Ellesmere Port. Après avoir perdu ce sponsor, l'équipe décida de se renommer en Ellesmere Port Jets. Mais peu à peu le terrain de Ellesmere Port se révéla impraticable à ce niveau, et l'équipe migra donc vers la voisine Chester.
Après des difficultés financières, les Chesire Jets furent évincés de la ligue et remplacés par les Cheshire Phoenix en novembre 2012.
L'équipe possède également une équipe de Basket-ball en fauteuil roulant, les Chester Wheelchair Jets.

## Palmarès
- British Basketball League : 2002
- BBL Trophy : 2001, 2002, 2003, 2004
- Coupe d'Angleterre : 2002

## Joueurs célèbres
- Pero Cameron
- John Mc Cord
- John Amaechi
- Kenny Gregory
- Gareth Murray